# René Paulhan
Pour les articles homonymes, voir Paulhan.
Ne doit pas être confondu avec René Paulhan (aviateur).
René Paulhan, né le 10 mai 1921 à Massiac et mort le 6 octobre 1990 à Clermont-Ferrand, est un homme politique français.

## Détail des fonctions et des mandats
Mandat parlementaire
- 16 décembre 1981 - 9 mars 1983 : Député européen